# Jacksonville
Jacksonville é a cidade mais populosa do estado norte-americano da Flórida, localizada no condado de Duval, do qual é sede. É a terceira cidade mais populosa na costa leste dos Estados Unidos, depois de Nova Iorque e Filadélfia e a 12ª mais populosa do país, com uma população de quase 950 mil habitantes, de acordo com o censo nacional de 2020. Foi fundada em 1791 e incorporada em 9 de fevereiro de 1832.
Jacksonville está centralizada nas margens do rio St. Johns, na região da Primeira costa do nordeste da Flórida, a cerca de 40 quilômetros ao sul da linha de estado da Geórgia e a 528 quilômetros ao norte de Miami . As comunidades de Jacksonville Beaches estão ao longo da costa atlântica adjacente. A área foi originalmente habitada pelo povo Timucua, e em 1564 foi o local da colônia francesa de Fort Caroline, um dos primeiros assentamentos europeus no que é hoje o continente dos Estados Unidos. Sob o domínio britânico, um assentamento cresceu no ponto estreito no rio onde o gado cruzava, conhecido como Wacca Pilatka, para o Seminole e o Cow Ford para os britânicos. A cidade foi estabelecida em 1822, um ano depois que os Estados Unidos ganharam a Flórida da Espanha; foi nomeado após Andrew Jackson, o primeiro governador militar do território da Flórida e sétimo presidente dos Estados Unidos.

## História

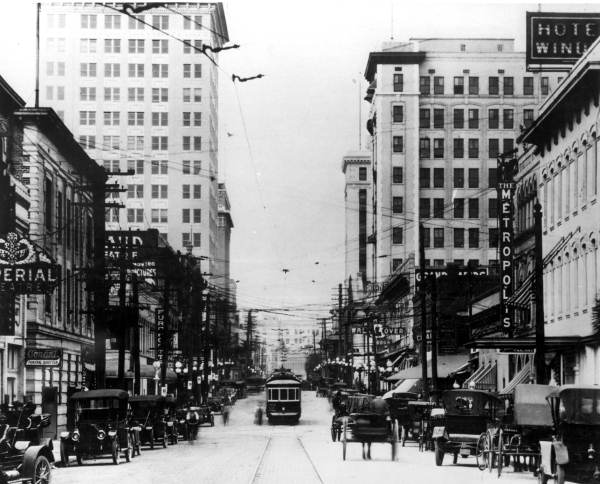
Jacksonville em 1914.

Existem evidências de que a área de Jacksonville teria sido povoada há mais de 6.000 anos pelo povo Timucua. Em 1562, o explorador francês Jean Ribault, explorou a área em redor do rio San Juan. A primeira povoação naquela zona chavama-se Cow Ford. Quando a Florida se tornou um território dos Estados Unidos em 1821, Cow Ford mudou de nome para o actual Jacksonville, em honra ao presidente Andrew Jackson. A 9 de fevereiro de 1832, a legislatura estatal aprovou a constituição da cidade.
Durante a Guerra Civil dos Estados Unidos da América, Jacksonville sofreu um bloqueio pelas forças da União.
Desde os finais do século XIX, Jacksonville e Saint Augustine, próxima de Jacksonville, ficaram populares como um  lugar luxuoso de residência de inverno. Os visitantes chegavam de barco a vapor e depois por comboio.
Entre 1886 e 1888 uma epidemia de febre amarela afectou a cidade e matou quase metade dos seus habitantes. Em 1901 um grande incêndio destruiu a zona comercial da cidade e deixou sem residência mais de 10 mil pessoas.
Inicialmente a indústria do cinema instalou-se em Jacksonville, onde se instalaram mais de 30 estúdios. O clima político desfavorável para esta indústria fez os estúdios mudarem-se de Jacksonville para a Califórnia.
Jacksonville tem um historial de segregação racial. A 27 de agosto, um grupo de membros do Ku Klux Klan armados com bastões de beisebol e utensílios agrícolas atacaram um grupo de manifestantes a favor dos direitos civis, que protestavam em frente a um restaurante que praticava segregação racial. Estes actos de violência continuaram contra a população afro-estadunidense sem intervenção da policia, até que os manifestantes brancos começaram a ser feridos. Como o resto do sul dos Estados Unidos, a coexistência entre populações de diferentes origens melhorou em muito, e em 1995, Nat Glover foi eleito governador do condado e re-eleito em 1999. Em 2003, tentou novamente recandidatar-se, só que deste vez não ganhou. Nat Glover foi o primeiro afro-estadunidense a ser eleito governador num condado.

## Geografia

### Topografia
De acordo com o Departamento do Censo dos Estados Unidos, a cidade tem uma área total de 2 264,8 km², fazendo de Jacksonville a maior cidade em área de terra nos Estados Unidos contíguos. Deste total, 1 935,4 km² estão cobertos por terra e 329,4 km² (14,5%) por água.
Jacksonville rodeia a cidade de Baldwin. O condado de Nassau fica ao norte, o condado de Baker fica a oeste, e os condados de Clay e St. Johns ficam ao sul; o Oceano Atlântico fica a leste, junto com as praias de Jacksonville.
A cidade se desenvolveu ao longo dos dois lados do rio St. Johns. O rio Trout, um importante afluente do rio St. Johns, está localizado inteiramente dentro de Jacksonville.

## Demografia
Desde 1900, o crescimento populacional médio, a cada dez anos, é de 32,1%.

### Censo 2020
De acordo com o censo nacional de 2020, a sua população é de 949 611 habitantes e sua densidade populacional é de 490,6 hab/km². Seu crescimento populacional na última década foi de 15,6%, acima do crescimento estadual de 10,2%. É a cidade mais populosa da Flórida e a 12ª mais populosa dos Estados Unidos.
Possui 411 541 residências que resulta em uma densidade de 212,6 residências/km² e um aumento de 12,4% em relação ao censo anterior. Deste total, 8,0% das unidades habitacionais estão desocupadas. A média de ocupação é de 2,5 pessoas por residência.

### Censo 2010
Segundo o censo nacional de 2010, a sua população é de 821 784 habitantes e sua densidade populacional é de 362,8 hab/km². Possui 366 273 residências que resulta em uma densidade de 189,3 residências/km².

## Arquitetura

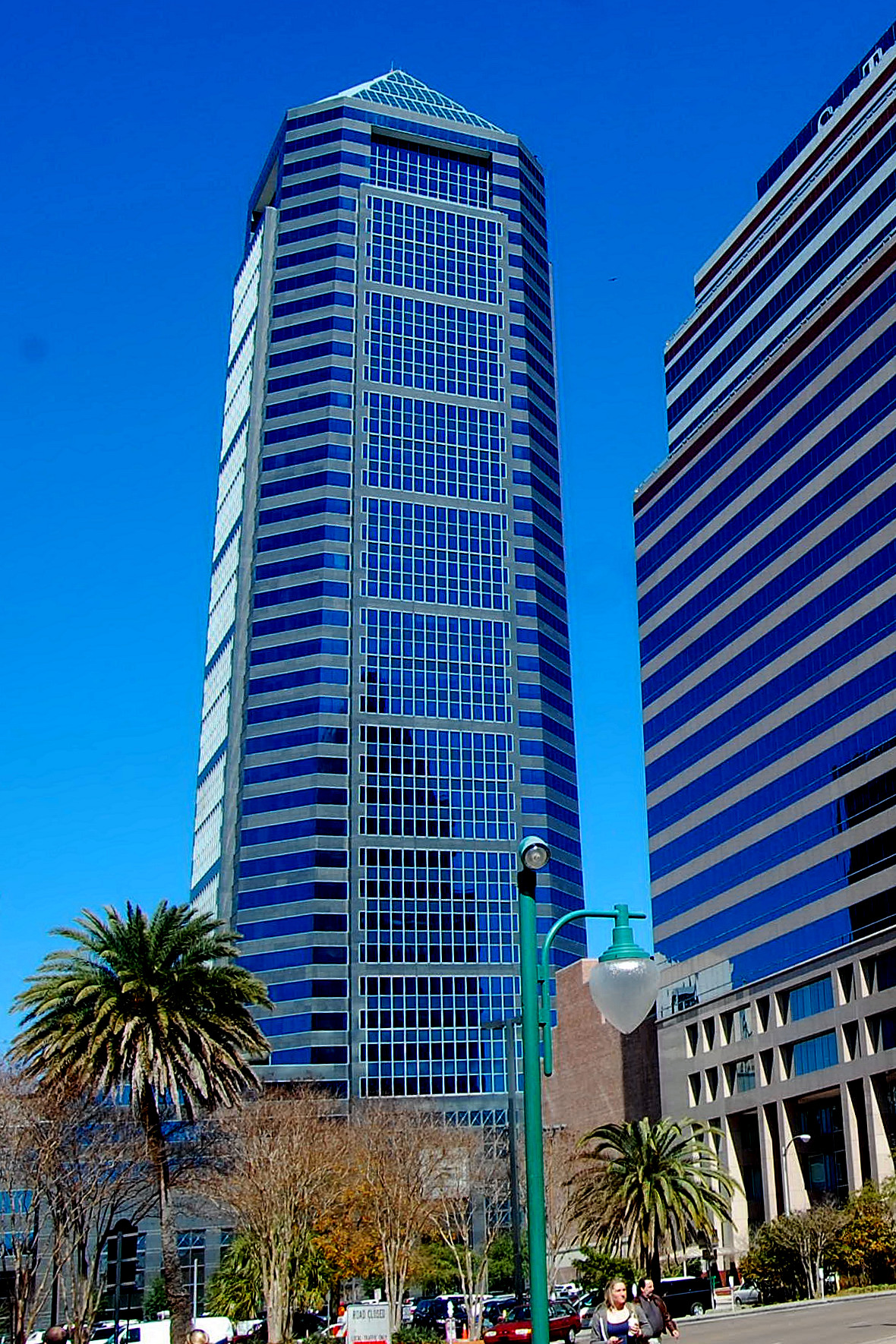
Bank of America Tower, o ponto mais alto da cidade.

A arquitetura de Jacksonville varia em grande estilo. Poucas estruturas no centro da cidade são anteriores ao Grande Incêndio de 1901. A cidade é o lar de uma das maiores coleções de edifícios de estilo Prairie School fora do Centro-Oeste , após o Grande Incêndio de 1901, Henry John Klutho viria influenciar gerações de designers locais com suas obras tanto pela Chicago School, promovida por Louis Sullivan, quanto pela Prairie School of Architecture, popularizada por Frank Lloyd Wright. Jacksonville é também o lar de uma coleção notável de meados do século moderno . Os arquitetos locais Robert C. Broward, Taylor Hardwick e William Morgan adaptaram um conjunto de princípios de design, incluindo estilo internacional, brutalismo, futurismo e organicismo, todos aplicados com uma interpretação americana geralmente referida como design moderno da metade do século. As firmas de arquitetura de Reynolds, Smith & Hills (RS & H)  e Kemp, Bunch & Jackson (KBJ) também contribuíram com vários trabalhos importantes para o movimento arquitetônico moderno da cidade.
A posição predominante de Jacksonville como centro regional de negócios deixou uma marca indelével no horizonte da cidade. Muitos dos primeiros arranha-céus no estado foram construídos em Jacksonville, datando de 1902 . A cidade última detinha o recorde de altura do estado de 1974 a 1981. O edifício mais alto do Downtown Jacksonville horizonte é o Bank of America Tower, construído em 1990 como o Barnett Center. Tem uma altura de 617 pés (188 m) e inclui 42 andares . Outras estruturas notáveis incluem o Wells Fargo Center de 37 andares (com sua distinta base larga tornando-o o edifício que define o horizonte de Jacksonville).

## Geminações
- Murmansk, Oblast de Murmansk, Rússia
- Curitiba, Paraná, Brasil
- Nantes, Loire-Atlantique, França
- San Juan, Porto Rico
- Bahía Blanca, Província de Buenos Aires, Argentina
- Município metropolitano Nelson Mandela, Cabo Oriental, África do Sul
- Yingkou, Liaoning, República Popular da China
- Ningbo, Zhejiang, República Popular da China
- Shaoxing, Zhejiang, República Popular da China
- Suzhou, Jiangsu, República Popular da China
- Changwon, Gyeongsang do Sul, Coreia do Sul[11]
- Masan, Gyeongsang do Sul, Coreia do Sul[12][13]

## Esportes

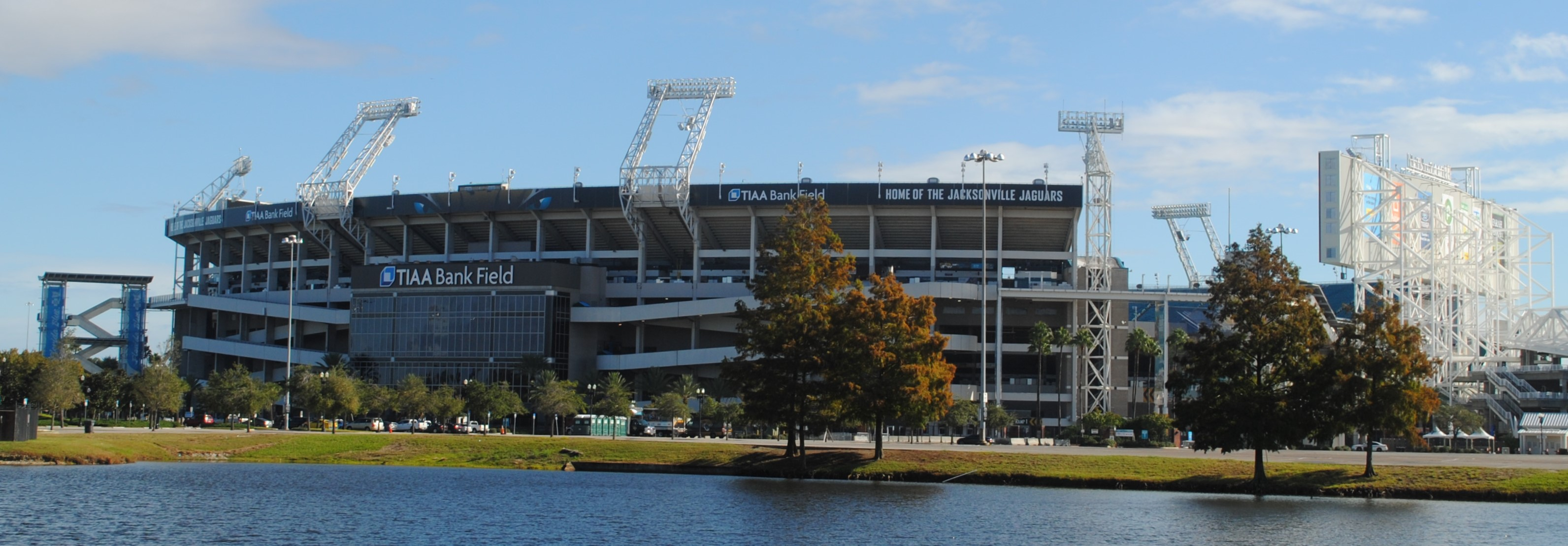
TIAA Bank Field, casa do Jacksonville Jaguars.

A cidade é sede do time de futebol americano Jacksonville Jaguars da NFL que manda seus jogos no TIAA Bank Field, a cidade já sediou o Super Bowl em 2005. Outros times de ligas menores incluem no beisebol o Jacksonville Jumbo Shrimp, no basquete o Jacksonville Giants, no hóquei no gelo o Jacksonville Icemen e no futebol americano de arena o Jacksonville Sharks.

## Marcos históricos
O Registro Nacional de Lugares Históricos lista 101 marcos históricos em Jacksonville. O primeiro marco foi designado em 15 de outubro de 1966 e o mais recente em 2 de abril de 2021, o Jacksonville Jewish Center. Existe apenas um Marco Histórico Nacional na cidade, o Norman Film Manufacturing Company, designado em 31 de outubro de 2016.